# Hypérion (Simmons)
Pour les articles homonymes, voir Hypérion.
Pour un article plus général, voir Les Cantos d'Hypérion.
Hypérion est un roman de science-fiction appartenant au genre space opera, écrit par Dan Simmons en 1989 et publié en France en 1991. Ce roman est le premier volume d'un cycle composé de quatre livres : Hypérion, La Chute d'Hypérion (1990), Endymion (1995) et L'Éveil d'Endymion (1997), et deux nouvelles : Les Orphelins de l’hélice et La Mort du centaure. 
Hypérion et La Chute d'Hypérion forment le récit intitulé Les Cantos d'Hypérion, tandis que Endymion et L'Éveil d'Endymion en constituent la suite, Les Voyages d'Endymion. Le cycle est considéré comme une des œuvres majeures de la science-fiction, par l'originalité de l'histoire, la complexité de l'univers, la psychologie raffinée des personnages, et les questions cruciales abordées.
Hypérion raconte le cheminement, à la fois géographique et intérieur, des sept pèlerins choisis par l’Hégémonie pour rencontrer le Gritche. Pendant cette traversée de l’espace et des étendues hostiles de la planète Hypérion, chaque pèlerin raconte son histoire à ses compagnons. Dans Hypérion I, le lecteur fera la connaissance de Lénar Hoyt, de Fedmahn Kassad et de Martin Silenus. Dans Hypérion II, le lecteur pourra suivre les récits de Sol Weintraub, Brawne Lamia et du Consul, Het Masteen étant « enlevé » avant de pouvoir conter le sien. L’arrivée dans la vallée des Tombeaux du Temps et les conséquences de ce pèlerinage pour le monde de l’Hégémonie fait l’objet du second volet des Cantos d’Hypérion, La Chute d'Hypérion.

## Résumé
Au XXVIIIe siècle, l’Hégémonie, confédération des planètes colonisées par l’être humain, est menacée. Les Extros, un groupe d’humains rebelles qui a fondé une nouvelle civilisation dans l’espace, semblent préparer l’invasion de la planète Hypérion. Pendant ce temps, sur cette même planète, les mystérieux Tombeaux du Temps sont en train d’entrer en phase avec le présent. Dès qu’ils seront ouverts, ils libéreront le Gritche, un colosse de métal dont certains prétendent qu’il est un dieu sanguinaire, venu pour faire expier aux humains leurs péchés. 
La présidente de l’Hégémonie, Meina Gladstone, craint que les Extros ne s’emparent des Tombeaux du Temps et ne les utilisent à des fins stratégiques après avoir percé leurs secrets. Elle décide donc, sur les conseils des Intelligences Artificielles, d’envoyer sept pèlerins sur la planète Hypérion afin qu’ils y rencontrent le Gritche et empêchent les Tombeaux du Temps de s’ouvrir. Mais la légende du Gritche raconte que sur les sept pèlerins qui parviendront aux Tombeaux du Temps, six seront sacrifiés au Gritche, tandis que le dernier survivant, l’Élu, devra formuler un vœu qui sera alors exaucé. Les sept pèlerins, aux motivations et aux origines très différentes, vont devoir tout d’abord mieux se connaître en se racontant à tour de rôle leurs parcours de vie et en expliquant à leurs compagnons ce qui les lie secrètement au Gritche.

## Thèmes abordés
Hypérion, œuvre de space opera, sous-genre de la science-fiction, inclut également des références au genre littéraire de l'horreur. Ce roman aborde plusieurs thèmes dont le voyage dans le temps, la religion, l'écologie, l'intelligence artificielle et la réalité virtuelle. Il est aussi fortement marqué par les références au poète britannique John Keats (1795-1821), auquel il emprunte notamment le titre du poème Hypérion.

### Les personnages
Dans les deux premiers volumes de la quadrilogie d'Hypérion, Dan Simmons amène ses sept principaux personnages, les pèlerins,  à se présenter longuement. Le premier volume voit ainsi se dérouler les récits de Lénar Hoyt, le prêtre (p. 37), Feldman Kassad, le soldat (p.148) et martin Silenus, le poète (p. 218). Les autres pèlerins: Sol Weinstraub, le lettré (p. 21), Het Masteen, le templier (p. p. 98-105), Brawne Lamia, la détective (p. 113) et le Consul (p.226) se révèlent dans le second volume. Ces récits forment une trame essentielle pour la compréhension de l'univers des Cantos .

Lénar Hoyt

Lénar Hoyt est un père jésuite parti sur Hypérion pour y retrouver la trace de son condisciple disparu : le père Paul Duré. Il rencontre un peuple dégénéré, les Bikuras, ainsi que les restes du père Paul Duré et son journal intime qui lui permet de retracer son histoire. Les Bikuras lui appliquent sur la poitrine un cruciforme et dans le dos le cruciforme du père Paul Duré, mort carbonisé. Ces deux cruciformes le font atrocement souffrir, et il est contraint de se faire des injections régulières d'ultramorphine. Il participe alors au pèlerinage, retournant sur Hypérion pour y rencontrer le Gritche. Le récit consiste essentiellement à relater les événements contenus dans le journal de Paul Duré.

Fedmahn Kassad

Le colonel Fedmahn Kassad est né et a grandi dans les faubourgs de la planète Mars. D'origine palestinienne, c'est un ancien membre de la Force, l'armée de l'Hégémonie. Ses états de service brillants et ses victoires sur les Extros ou contre différents mouvements de révolte n'ont pourtant jamais réussi à redorer sa triste réputation de « Boucher de Bressia », due à ses méthodes expéditives et cruelles, en tous points contraires au Grand Bushido, le code d'honneur et de déontologie militaire de l'Hégémonie. Au cours de séances d'entraînement militaire dans les simulateurs à imagerie virtuelle, il rencontre - en marge du programme - une femme qui l'aide à mener à bien sa mission. Elle devient son unique amour.  Quelques années plus tard, il la rencontre à nouveau dans la vallée des Tombeaux du Temps, sur la planète Hypérion.

Martin Silenus

Martin Silenus, auteur du cycle poétique Les Cantos d'Hypérion, est un poète bicentenaire, né sur l'Ancienne Terre avant sa destruction lors de la Grande Erreur de 38, et fils d'une richissime famille d'aristocrates américains. Après la mort de sa mère, il est envoyé en sommeil cryotechnique sur la planète Heaven's Gate, dans l'orbite de Véga. Après de nombreuses péripéties douloureuses, Martin Silenus réussit à se faire connaître des cercles littéraires de l'Hégémonie et, par la suite, à faire publier son premier ouvrage, « La Terre qui meurt »  un roman nostalgique sur les derniers instants de l'Ancienne Terre. Désabusé, il rejoint ensuite Hypérion à proximité de la vallée des Tombeaux du Temps. Il y mène une vie d'écriture et de débauche orgiaque jusqu'à ce que la cité soit la cible d'attaques meurtrières qui déciment peu à peu sa population et instille la terreur dans tous les esprits. Il compose son ultime chef-d'œuvre, les Cantos d'Hypérion, dans lesquels il décrit la fin tragique de l'Humanité.

## Prix littéraires
- Prix Hugo du meilleur roman en 1990.
- Prix Locus du meilleur roman de science-fiction en 1990.
- Prix Cosmos 2000 du meilleur roman de science-fiction en 1992.
- Prix Seiun du meilleur roman en langue étrangère en 1995.
- Prix Tähtivaeltaja pour la traduction finnoise du roman en 1998.